# Schoolbuurt
Schoolbuurt is een buurtschap in de gemeente Hof van Twente in de Nederlandse provincie Overijssel. Het ligt in het midden van de gemeente, drie kilometer ten noordwesten van Goor.
Hoofdplaats: Goor      Stadjes: Delden · Diepenheim

Dorpen: Bentelo · Hengevelde · Markelo

Buurtschappen: Achterhoek · Azelo (deels) · Beusbergen · De Ha · Deldenerbroek (deels) · Deldeneresch · Dijkerhoek · Elsen · Elsenerbroek · Herike · Kerspel Goor · Markelosebroek · Markvelde · Pothoek · Schoolbuurt · Stokkum · Wiene · Zeldam

Voormalige gemeenten: Diepenheim · Goor · Markelo · Delden (Stad · Ambt)

Overijssel · Steden en dorpen in Overijssel      Nederland · Provincies · Gemeenten